# ランレベル
ランレベル（英: Runlevel）とは、UNIX System V 系のinit処理を実装したオペレーティングシステムに見られる動作モードを意味する。一般に 0 から 6 までの7つのランレベルか、0 から 9 までの10のランレベルを使うことが多い。
通常、ランレベル 0 になるとコンピュータは停止し、ランレベル 6 ではリブートされる。それらの中間のランレベル（1 - 5）は、マウントするディスクドライブ、ネットワークサービスを起動するか否かなどで差異がある。低いランレベルは、保守や緊急の事態への対処に使われ、ネットワークサービスを起動しないことが多い。ランレベルの詳細はオペレーティングシステムによって異なるし、システムアドミニストレータによる設定も可能なので、システムによっても異なる。
ランレベルのシステムは、Version 7 Unix で使われていた /etc/rc スクリプトを置き換えたものである。

## 標準のランレベル
| ID | 名称                 | 説明                                            |
| -- | -------------------- | ----------------------------------------------- |
| 0  | 停止                 | システムの停止、またはシャットダウン            |
| S  | シングルユーザモード | ネットワーク機能（デーモン）を起動しない（注1） |
| 6  | リブート             | システムのリブート                              |

注1）ほとんどのシステムでランレベル 1 をこの目的に使っている。システム保守のための安全な環境を提供するためのモードである。本来は、コンソール端末だけが動作しスーパーユーザー向けのログインシェルが動作した。ブート処理の変化により、このランレベルの位置づけが変わってきている。

## Linux
Linuxでは、sysvinitプロジェクトによってランレベルが取り入れられた。Linuxカーネルがブートされると、init プログラムが /etc/inittab ファイルを読み込んで、各ランレベルでの動作を決定する。ユーザーがカーネルのブートパラメータとして指定しない限り、システムはデフォルトのランレベルで動作を開始する。
多くのシステムで、現在のランレベルを以下のようなコマンドで確認できる。
```
$ runlevel         # as root
```

```
$ who -r           # as any user
```

多くのLinuxディストリビューションでは、標準のランレベルに加えて、次のようなランレベルを定義している。
| ID | 名称                                 | 説明                                                                     |
| -- | ------------------------------------ | ------------------------------------------------------------------------ |
| 1  | シングルユーザーモード               | ネットワークやデーモンを起動せず、root 以外のログインを許可しない（注2） |
| 2  | マルチユーザーモード                 | ネットワークを起動しない（注3）                                          |
| 3  | ネットワーク有のマルチユーザーモード | 通常のモード（注3）                                                      |
| 4  | 未使用                               |                                                                          |
| 5  | X11                                  | ランレベル 3 + Xディスプレイマネージャ起動                               |

注2）上記以外のこのランレベルの動作はシステムによって異なる。どのディストリビューションでも少なくとも1つの仮想端末を提供する。ディストリビューションによっては、スーパーユーザー向けログインシェルを起動させ、パスワードの入力を求められる。別のディストリビューションでは、任意のユーザーがログインできるログインシェルを起動させる。
注3）ランレベル2 と 3 が全く同じ場合もある（ネットワーク有のマルチユーザーモード）。
Debian
Debian 系の多くのディストリビューションでは、ランレベル 2 から 5 を区別しない。
- 0 - 停止
- 1 - シングル
- 2 から 5 - マルチユーザーモードで、Xディスプレイマネージャも起動
- 6 - リブート

Ubuntu
6.10（Edgy Eft）以降、Upstart を代替として採用しているが、スクリプトは従来通りで、互換ツールによって従来のランレベルをエミュレートしている。
Red Hat Linux
レッドハット系のディストリビューションでは、ランレベルは次のようになっている。
- 0 - 停止
- 1 - シングルユーザー
- 2 - 未使用/ユーザー定義可能
- 3 - マルチユーザー、コンソールログインのみ
- 4 - 未使用/ユーザー定義可能
- 5 - ランレベル 3 + Xディスプレイマネージャ起動
- 6 - リブート

どのサービスがどのランレベルで起動するかは、chkconfig ツールで管理できる。
SUSE Linux
Red Hat とほぼ同じ設定である。
- 0 - 停止
- 1 - シングル
- 2 - マルチユーザー（ネットワーク無）
- 3 - マルチユーザー（ネットワーク有、Xディスプレイマネージャ無）
- 4 - 未使用/ユーザー定義可能
- 5 - ランレベル 3 + Xディスプレイマネージャ起動
- 6 - リブート

Slackware 
Slackware では、ランレベル 1 を保守用とし、ランレベル 2,3 は同じ設定で、ランレベル 4 では X Window System も起動する。
- 0 - 停止
- 1 - シングル
- 2 - マルチユーザー（Xディスプレイマネージャ無）
- 3 - マルチユーザー（Xディスプレイマネージャ無）
- 4 - マルチユーザー（Xディスプレイマネージャ有）
- 5 - 未使用/ユーザー定義可能
- 6 - リブート

Gentoo Linux
- 0 - 停止
- 1 - シングル
- 2 - マルチユーザー、ネットワーク無し
- 3 - マルチユーザー、ネットワーク＋Xディスプレイマネージャ
- 4 - ランレベル 3 と同じ
- 5 - ランレベル 3 と同じ
- 6 - リブート

## UNIX
UNIX System V Releases 3 および 4
- 0 - シャットダウンを実行。ハードウェアがサポートしている場合、そのまま電源を切る。コンソールからのみ実行可能。
- 1 - シングルユーザーモード。root 以外のファイルシステムはマウントされない（既にマウントされていたらアンマウント）。コンソールプロセス以外のプロセスを終了させる。
- 2 - マルチユーザーモード
- 3 - マルチユーザーモード + RFS（Release 4 では NFS も）のファイルシステムをエクスポート
- 4 - マルチユーザー、ユーザー定義
- 5 - オペレーティングシステムを停止し、ファームウェアへ移行
- 6 - システムを停止し、デフォールトのランレベルを再起動
- s, S - 1 と同じだが、現在の端末がコンソールとなる。

Solaris
- 0 - オペレーティングシステムを停止。SPARCの場合、OpenBootのプロンプトに移行
- S - シングルユーザー、root ファイルシステムのみマウント（リードオンリー）
- 1 - シングルユーザー、全ローカルファイルシステムをマウント（リード/ライト）
- 2 - マルチユーザー、ほとんどのデーモンを起動
- 3 - マルチユーザー、ランレベル 2 の動作に加えて、ファイルシステムのエクスポート、その他のネットワークサービスを起動
- 4 - 予備のマルチユーザーモード。ユーザー定義
- 5 - シャットダウンし、ハードウェアがサポートしていれば電源を切る。
- 6 - リブート

HP-UX
- 0 - システム停止
- S - シングルユーザー、コンソールのみ起動、root ファイルシステムのみをマウント（リードオンリー）
- s - シングルユーザー、S とほぼ同じだが、現在の端末がコンソールとなる。
- 1 - シングルユーザー、全ローカルファイルシステムをマウント（リード/ライト）
- 2 - マルチユーザー、ほとんどのデーモンと Common Desktop Environment を起動
- 3 - マルチユーザー、2 に加えて、NFS のエクスポートを行う。
- 4 - マルチユーザー、CDE ではなく VUE を起動
- 5 - ユーザー定義
- 6 - ユーザー定義

AIX
UNIX System V Release 4 のランレベル定義に従っていない。0 から 9 までのランレベルがあり、0 と 1 は予約されている。2 が通常のマルチユーザーモードで、3 以降はアドミニストレータが定義する。